# Sabae
Sabae (鯖江市, Sabae-shi) est une ville située dans la préfecture de Fukui, sur l'île de Honshū, au Japon.

## Géographie

### Situation
Sabae est située au centre de la préfecture de Fukui, bordée par la ville de Fukui au nord et la ville d'Echizen au sud.

### Municipalités limitrophes
| Fukui           | Fukui           | Fukui |
| Echizen (bourg) | Sabae           | Fukui |
| Echizen (ville) | Echizen (ville) | Ikeda |

### Démographie
Au 1er septembre 2010, la ville de Sabae avait une population de 67 424 habitants répartis sur une superficie de 84,75 km2 (densité de population de 796 hab./km2). Elle était de 69 257 habitants en juin 2022.

### Climat
Sabae a un climat subtropical humide caractérisé par des étés chauds et humides et des hivers froids avec de fortes chutes de neige. La température annuelle moyenne à Sabae est de 14,3 °C. La pluviométrie annuelle moyenne est de 2 417 mm, septembre étant le mois le plus humide.

### Hydrographie
La ville est traversée par la rivière Hino.

## Histoire
Le territoire actuel de Sabae faisait partie de l'ancienne province d'Echizen. Pendant l'époque d'Edo, il faisait partie des possessions du domaine de Sabae.
Le bourg moderne de Sabae a été créé le 1er avril 1889. Il a fusionné avec les villages de Shinyokoe et Funatsu en 1948, puis avec les villages de Shinmei, Katakami, Nakagawa, Tachimachi, Yoshikawa et Yutaka pour former la ville de Sabae le 15 janvier 1955.
Sabae a accueilli, en 1995, les championnats du monde de gymnastique.

## Économie
Sabae est un centre de fabrication de lunettes.
En 2000, 625 personnes travaillaient à Sabae dans le secteur primaire, 17 771 dans le secondaire et 16 789 dans le tertiaire.
Outre les lunettes, la ville de Sabae a aussi une industrie textile développée. L'industrie de la laque est aussi présente à Sabae. On dit[Qui ?] que Sabae est le lieu d'origine de la laque japonaise.

## Transports
Sabae est desservie par les routes nationales 8 et 417.
La ville est desservie par la ligne Hapi-Line Fukui de la compagnie Hapi-Line Fukui et le tramway de Fukui.

## Culture locale et patrimoine
Les temples Bankei et Jōshō sont situés à Sabae.
Sabae abrite le parc Nishiyama qui est inscrit, depuis 2006, sur la liste des 100 parcs historiques du Japon (ja), établie par le ministère du Territoire, des Infrastructures, des Transports et du Tourisme,.
La ville abrite le zoo Nishiyama depuis 1985.

## Jumelages
Depuis mai 1981, Sabae est jumelée avec Murakami, ville de la préfecture de Niigata.

## Symboles municipaux
Les symboles de Sabae sont la fleur d'azalée, le cerisier du Japon et le canard mandarin. Ils ont été rendus officiels, en 2005, à l'occasion du cinquantenaire de la fondation de la ville.

## Personnalités liées à la municipalité
- Saito Takako (née en 1929), peintre japonaise.